# Nickelbrille

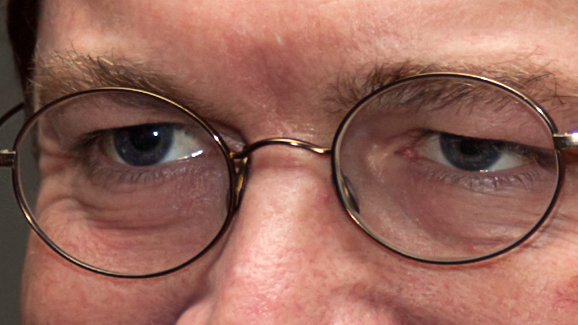
Nickelbrille

Die Nickelbrille (benannt nach der Fassung, früher aus dem Metall Nickel, heute meist als Retro-Optik aus anderen Materialien gefertigt) ist eine meist runde und häufig auch kleine Form der Brillenfassung. Sie erlebte unter Intellektuellen in den 1970er Jahren, ähnlich wie die Hornbrille, eine neue Phase der modischen Beliebtheit.
Bekannte Träger einer Nickelbrille sind bzw. waren der britische Musiker John Lennon, der Fernsehmoderator Peter Lustig, der Snookerspieler Martin Gould und die deutschen Politiker Karl-Theodor zu Guttenberg und Gregor Gysi. U. a. nach dem Vorbild John Lennons wurde sie in großer Zahl von DDR-Jugendlichen, die sich der Blueserszene zugehörig fühlten, getragenBeleg fehlt. In der jüngeren Vergangenheit erfuhr diese Brillenform durch die Harry-Potter-Filmreihe insbesondere unter Jugendlichen einen neuen Beliebtheitsschub.

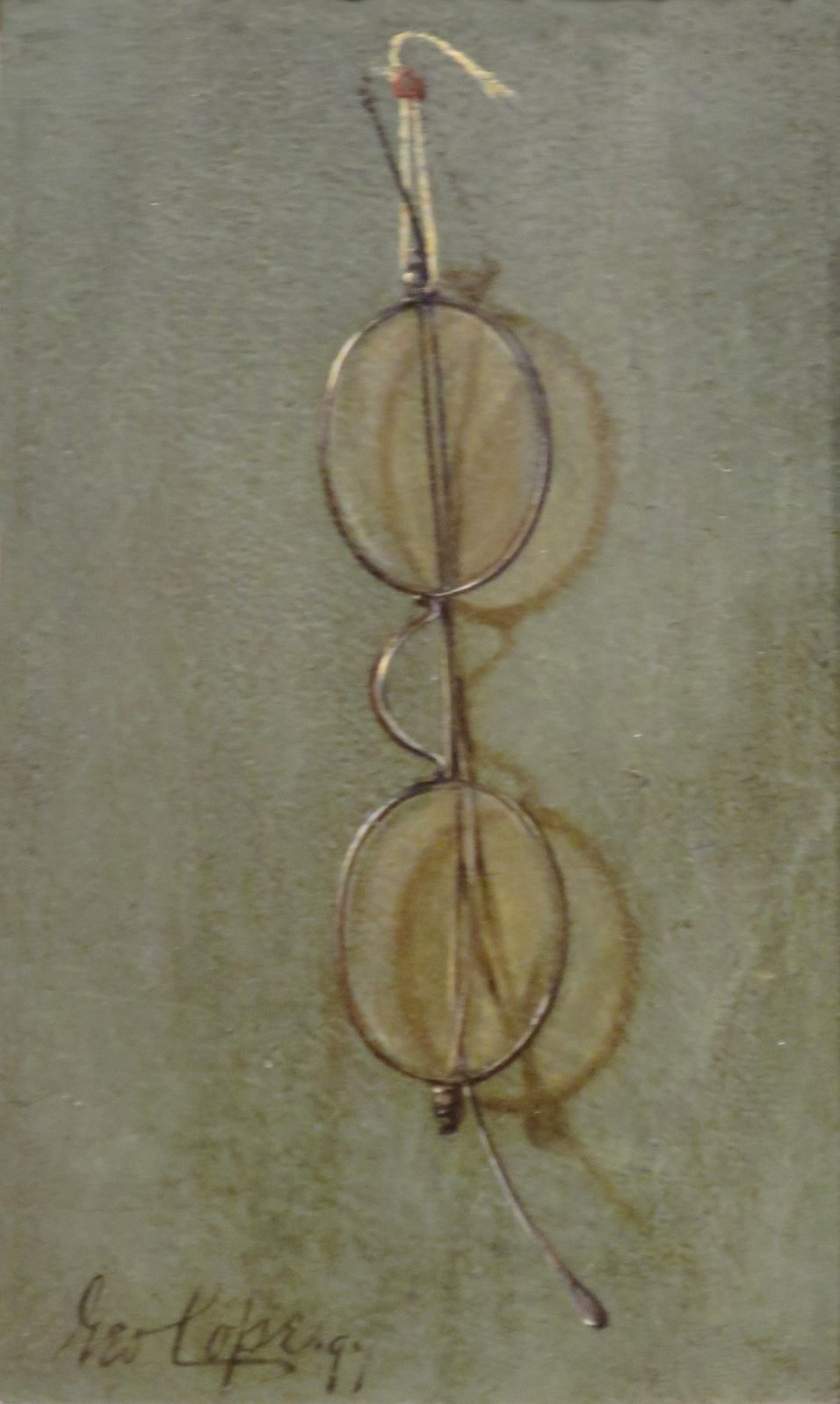
George Cope († 1929) Pair of spectacles 1879
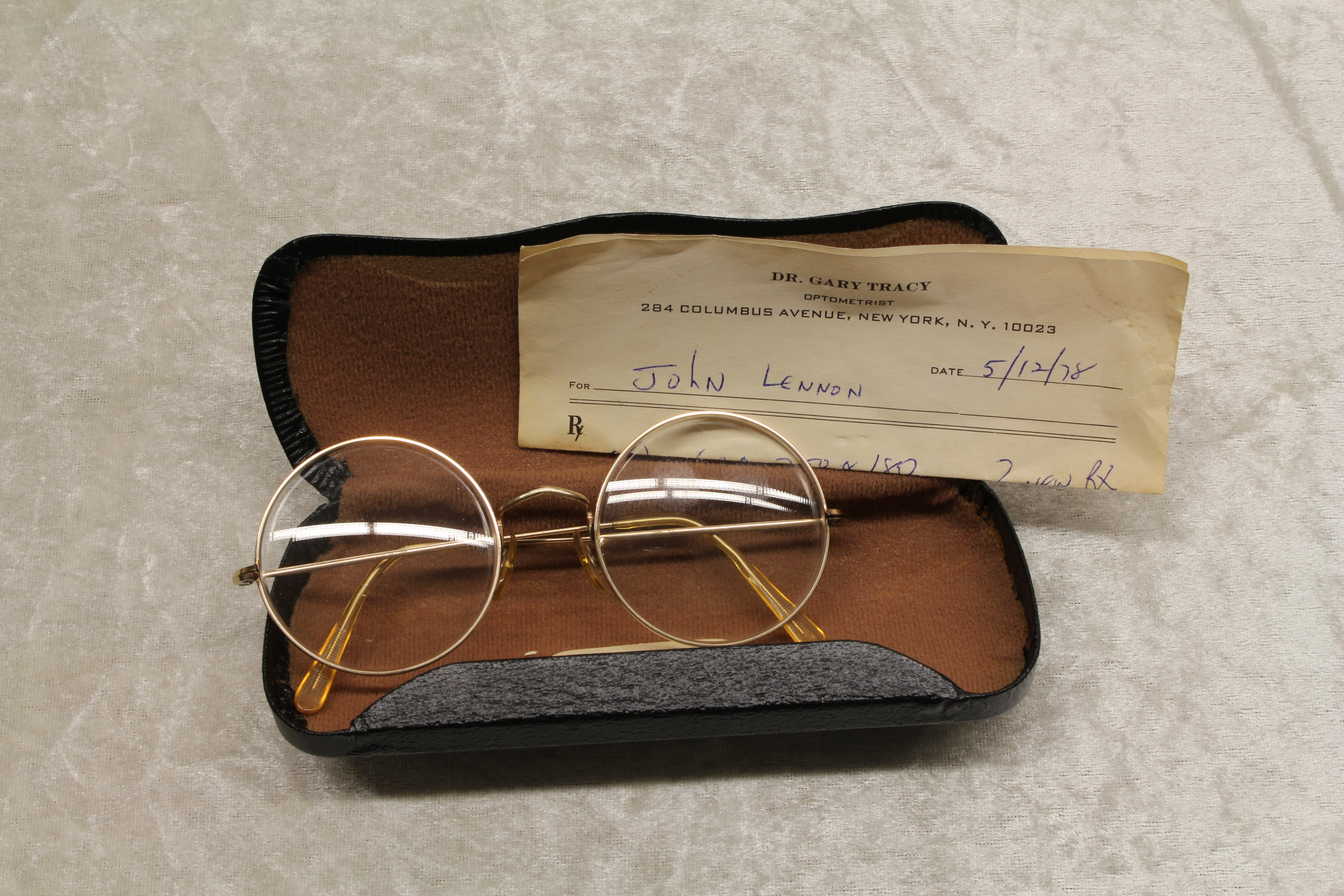
John Lennons Nickelbrille und Rechnung (datiert 1978)
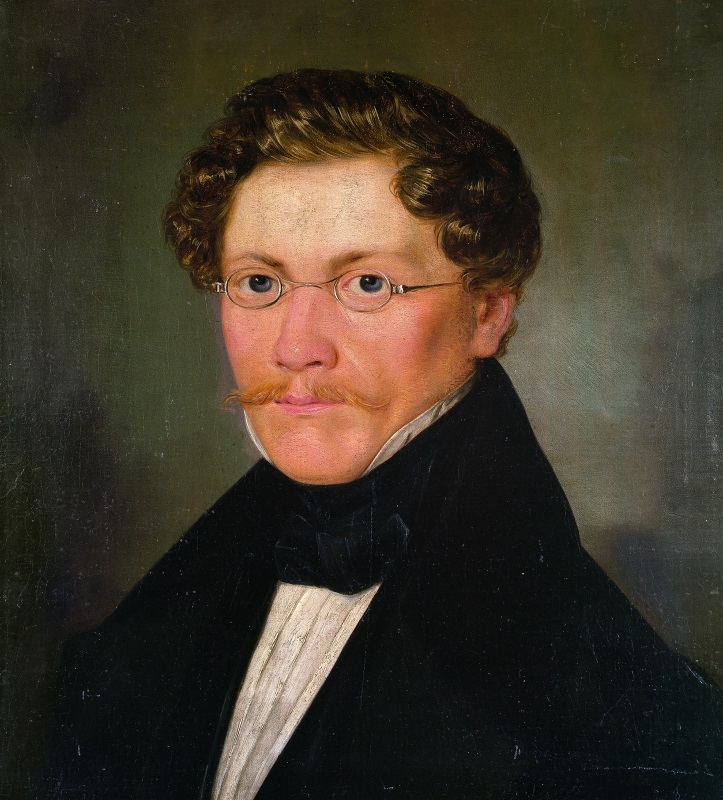
Carl Spitzweg († 1885) Selbstbildnis ca. 1840
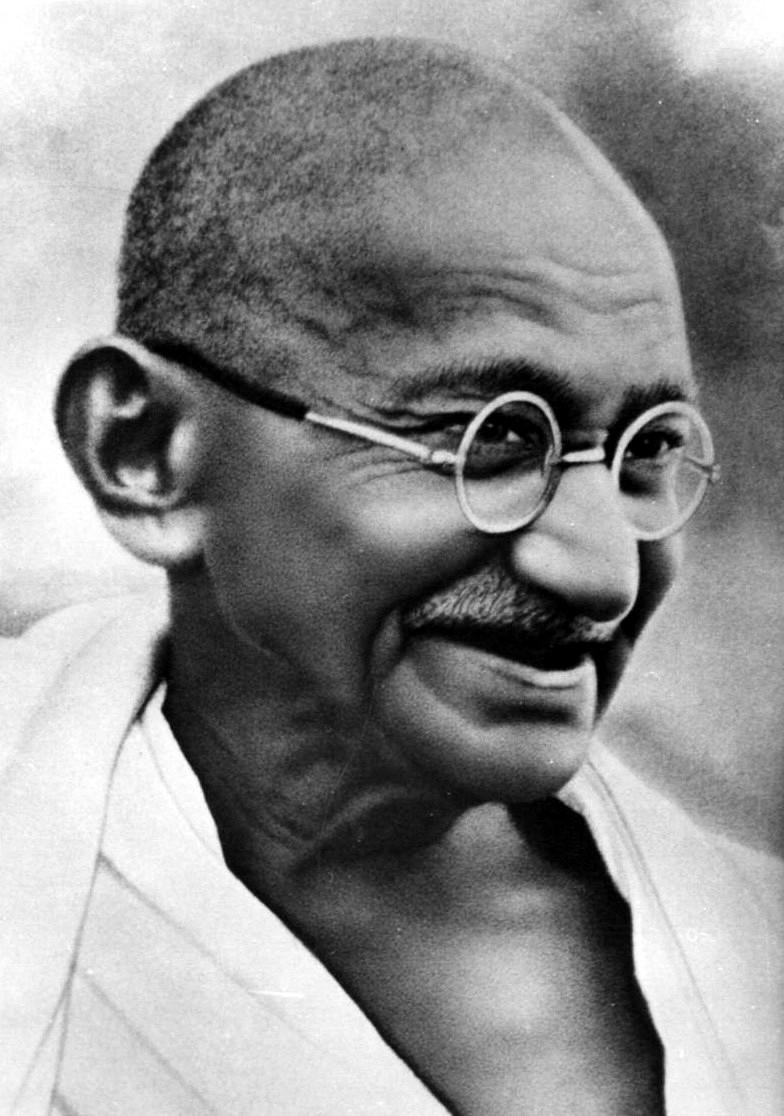
Mohandas K. Gandhi (1946)
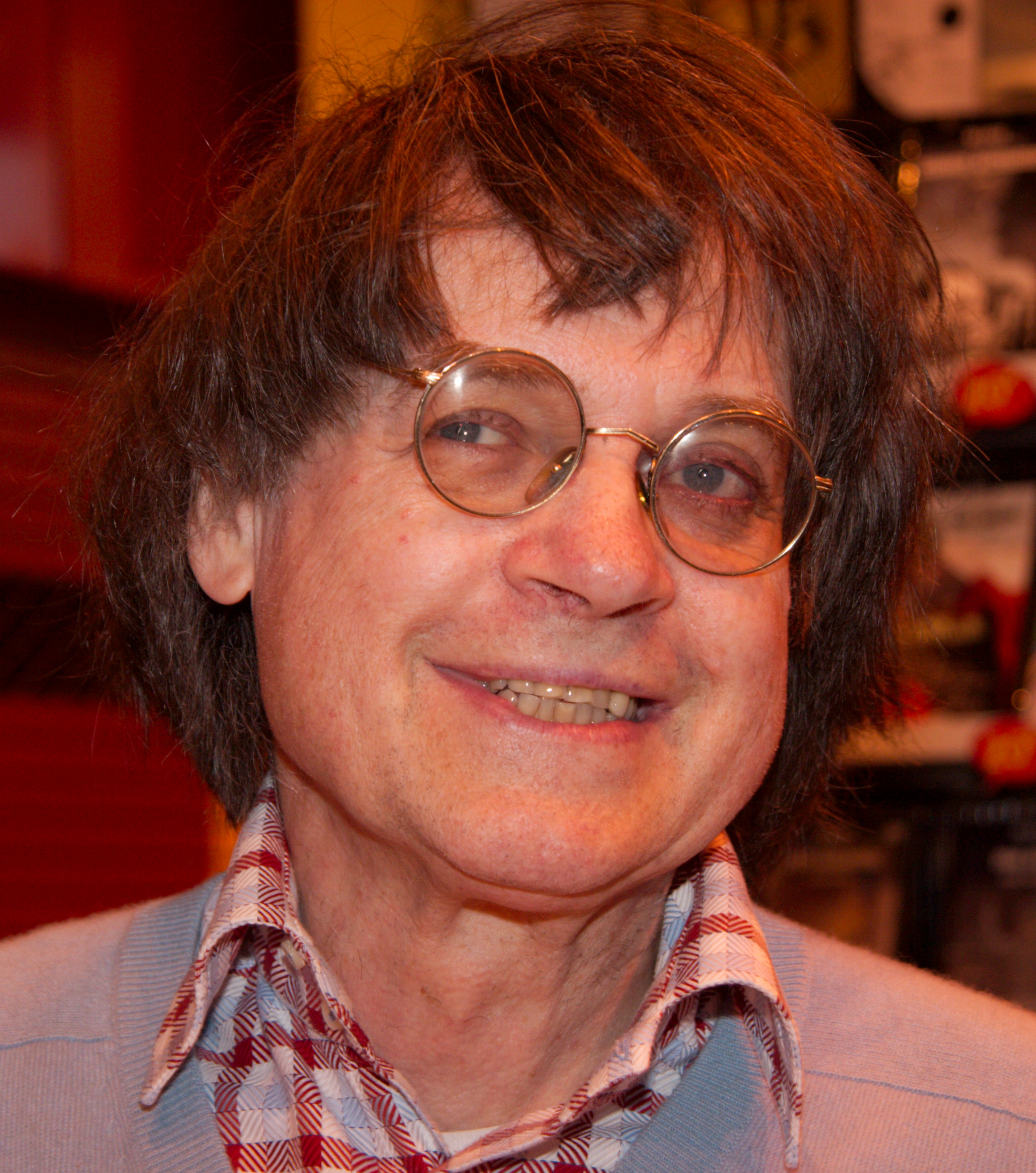
Comiczeichner Cabu (2008)
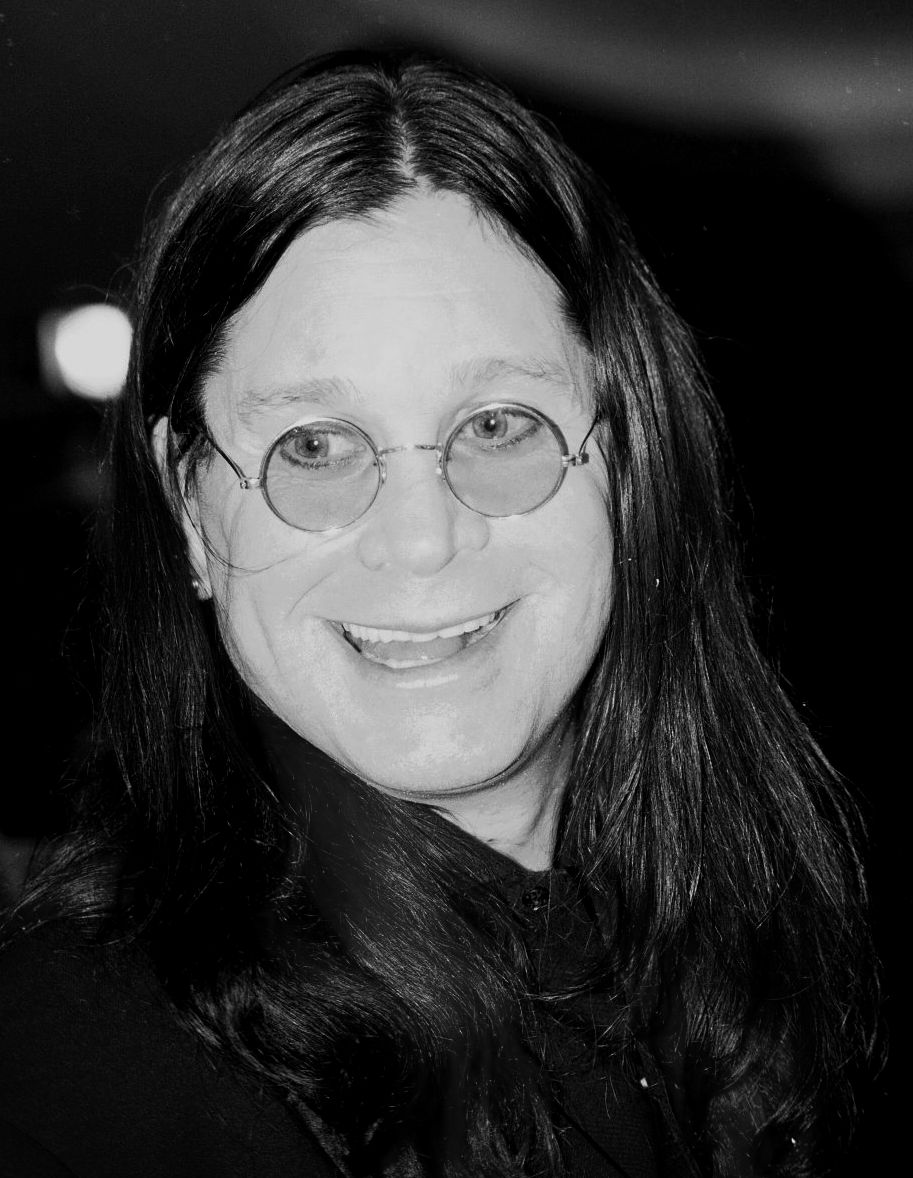
Musiker Ozzy Osbourne (2000)
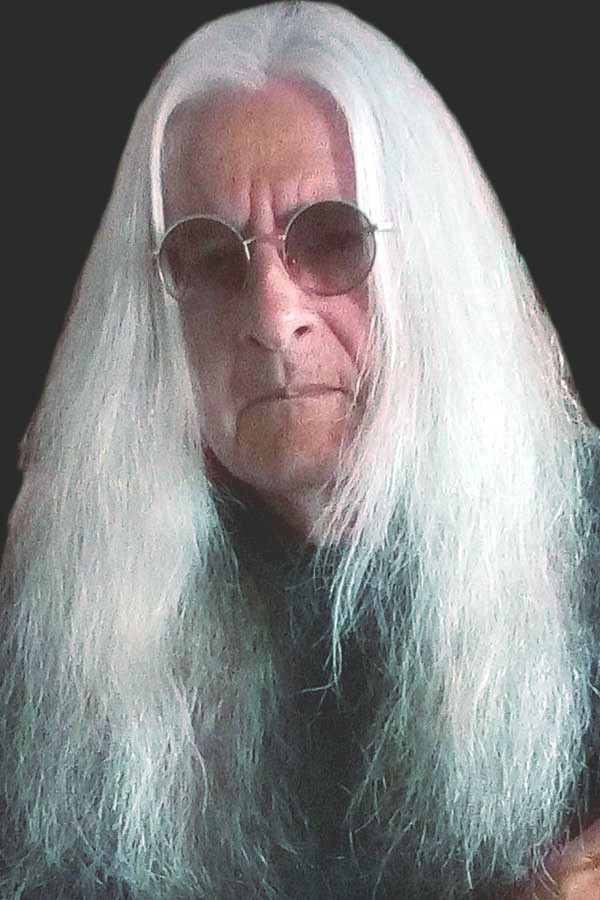
Autor Alberto Jiménez Ure (2020)